# Untergriesbach
Untergriesbach é um município da Alemanha, situado no distrito de Passau, no estado da Baviera. Tem 73,60 km² de área, e sua população em 2019 foi estimada em 6.089 habitantes.